# Enkhtaivany Ariunbold
Enkhtaivany Ariunbold (8 de setembro de 1995) é um judoca mongol. Competiu nos Jogos Olímpicos de Verão de 2024 em Paris.
Ganhou uma medalha de bronze no Grand Slam de paris em 2021 na categoria -60kg.